# Ишимбайский (карьер)
Ишимбайский — затопленный карьер на левом берегу реки Белой в 3,5 км к северу от города Ишимбая. Территориально находится в Наумовском сельсовете Стерлитамакского района. Расположен вплотную около озера Старица, которое окружает Ишимбайский карьер на юго-западе, западе и севере, а также сообщается с ним как минимум 1—2 протоками. Всю акваторию Ишимбайского карьера занимает, созданный для любительского и спортивного рыболовства, рыбопромысловый участок площадью 46,2 га. Ловится: окунь, уклея, густера, лещ, щука, плотва, ерш, красноперка, карась, язь, линь.
По данным справочника административно-территориальное деления АТД БАССР на 1 июня 1952 года находился посёлок Ишимбаевского  карьера Аллагуватского сельсовета  Стерлитамакского района.